# Panicala

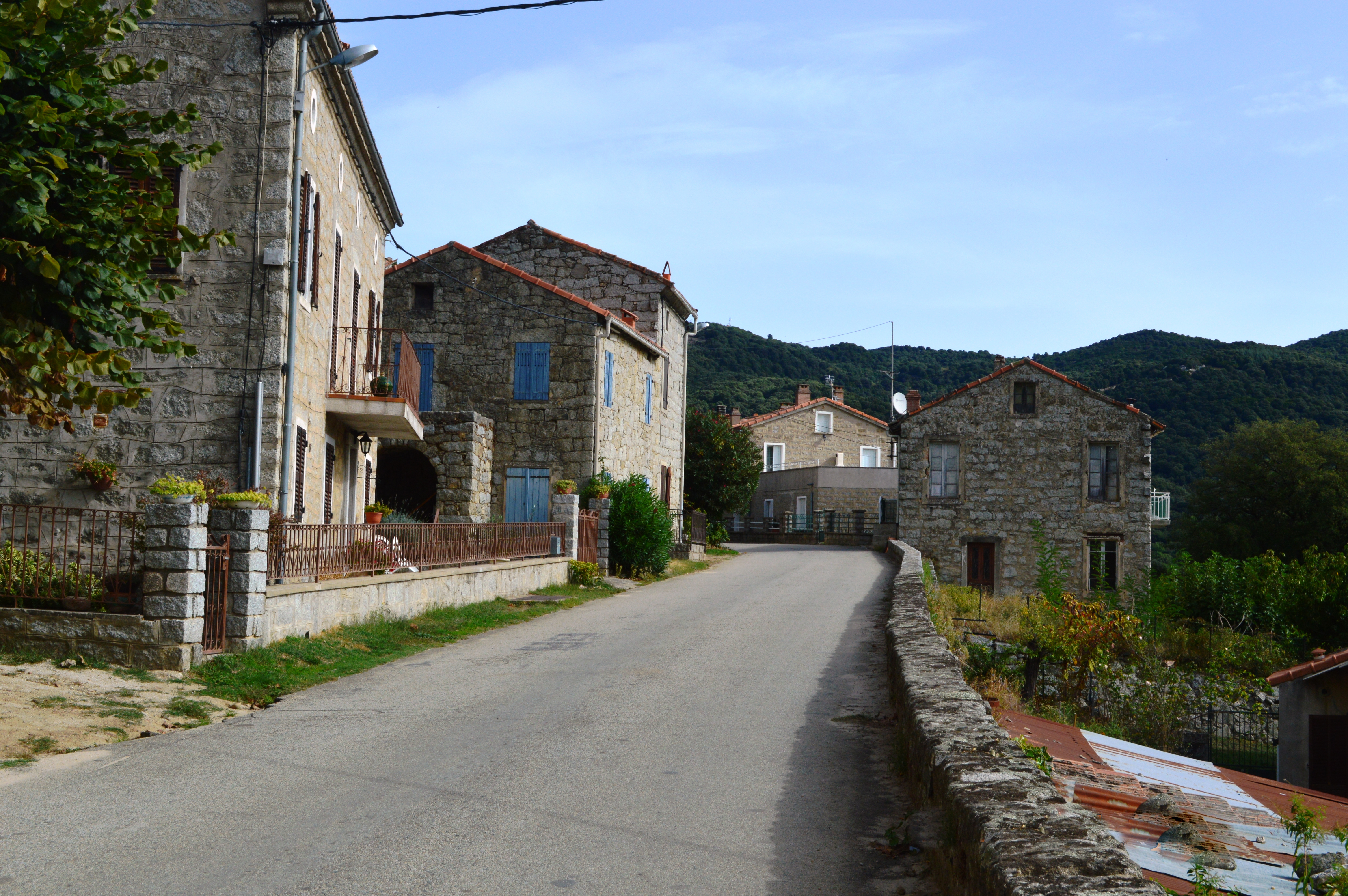
Ampaza

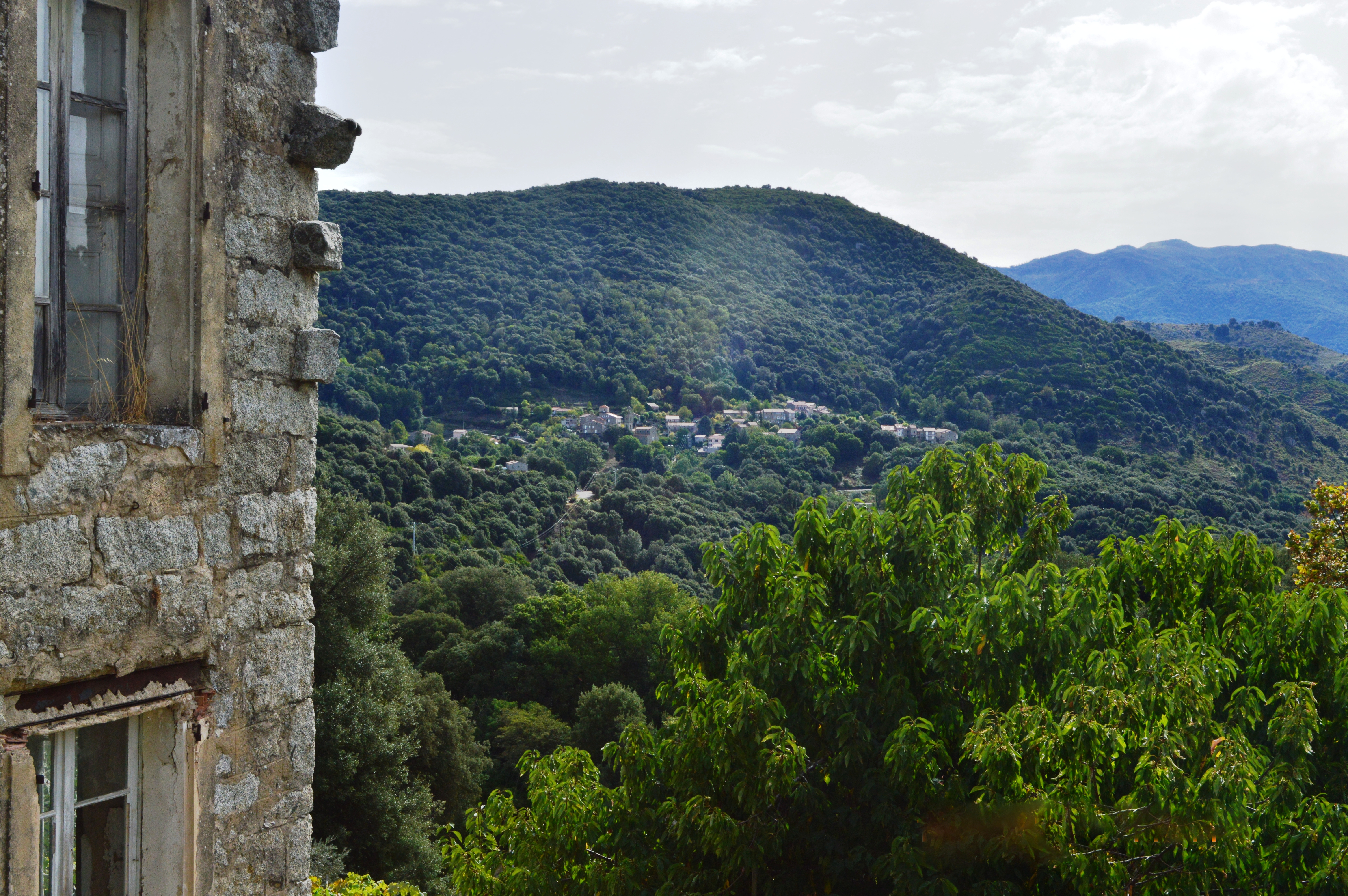
Azilone, visto da Ampaza

La Panicala è composta da quattro paesini, racchiusi in tre comuni: Azilone-Ampaza, Forciolo e Zigliara, ed è una zona montana della Corsica del Sud nel dipartimento di Ajaccio nel cantone di Taravo-Ornano con capoluogo Grosseto-Prugna. 

## Citazioni
- La Panicala è sovente citata da Monsignori di la Fuata nelle sue Poesie Giocose. Per esempio:

O cara musa, chì stà in Ceppunieddu (...)
Di quandu in quandu, tù sopra a Panicala
Stendi lu bulu, è quì raccogli l'ala;